# Louts
Der Louts (manchmal auch Lous geschrieben) ist ein Fluss in Frankreich, der in der Region Nouvelle-Aquitaine verläuft. Er entspringt an der Gemeindegrenze von Thèze und Auriac, entwässert generell in nordwestlicher Richtung durch die Landschaft Chalosse und mündet nach rund 86 Kilometern an der Gemeindegrenze von Préchacq-les-Bains und Goos als linker Nebenfluss in den Adour. Auf seinem Weg durchquert der Louts die Départements Pyrénées-Atlantiques und Landes.

## Orte am Fluss
(Reihenfolge in Fließrichtung)
- Arzacq-Arraziguet
- Samadet
- Hagetmau
- Saint-Cricq-Chalosse
- Caupenne
- Louer
- Préchacq-les-Bains